# Élection présidentielle équatoguinéenne de 2009
L’élection présidentielle équatoguinéenne de 2009 se tient le 29 novembre afin d'élire le président de la république de Guinée équatoriale pour un septennat.

## Contexte
Teodoro Obiang Nguema Mbasogo, président de la République sortant, est au pouvoir depuis 1979. Il a été réélu en 2002 avec 97% des voix. 

## Modalités du scrutin
Le président de la République est élu au scrutin uninominal majoritaire à un tour.

## Candidats
Teodoro Obiang Nguema Mbasogo, président sortant et candidat du Parti démocratique de Guinée équatoriale.
Placido Mico Abogo, député siégeant dans l'opposition et candidat de Convergence pour la social-démocratie.
Archivaldo Montero Biribé, candidat de l'Union populaire de Guinée équatoriale.
Buenaventura Moswi M'Asumu Nsegue, candidat du Parti de la coalition social-démocrate.
Carmelo Mba Bacale, candidat de l'Action populaire de Guinée équatoriale.

## Résultats
Teodoro Obiang Nguema Mbasogo est réélu le 29 novembre avec 95,37% des voix. La Commission nationale électorale le déclare officiellement vainqueur le 3 décembre et il prête serment le 8 décembre suivant. 
Placido Mico Abogo, considéré comme son principal concurrent obtient 3,55% des voix. Archivaldo Montero Biribé, Buenaventura Moswi M'Asumu Nsegue et Carmelo Mba Bakalé obtienne respectivement 0,34%, 0,17% et 0,16% des suffrages.
| Candidat                           | Candidat                          | Parti                                    | Voix    | %     |
| ---------------------------------- | --------------------------------- | ---------------------------------------- | ------- | ----- |
|                                    | Teodoro Obiang Nguema Mbasogo     | Parti démocratique de Guinée équatoriale | 260462  | 95,37 |
|                                    | Placido Mico Abogo                | Convergence pour la social-démocratie    | 9700    | 3,57  |
|                                    | Archivaldo Montero Biribé         | Union populaire de Guinée équatoriale    | 931     | 0,34  |
|                                    | Buenaventura Moswi M'Asumu Nsegue | Parti de la coalition social-démocrate   | 462     | 0,17  |
|                                    | Carmelo Mba Bakalé                | Action populaire                         | 437     | 0,16  |
| Votes valides                      | Votes valides                     | Votes valides                            | 271.992 | 99,57 |
| Votes blancs ou invalides          | Votes blancs ou invalides         | Votes blancs ou invalides                | 1.163   | 0.43  |
| Total                              | Total                             | Total                                    | 273.155 | 100   |
| Abstention                         | Abstention                        | Abstention                               | 19.430  | 6.64  |
| Inscrits/Participation             | Inscrits/Participation            | Inscrits/Participation                   | 292.585 | 93,36 |
| Source: African Elections Database |                                   |                                          |         |       |